# Artioposthia mariae
Artioposthia mariae is een platworm (Platyhelminthes). De worm is tweeslachtig. De soort leeft in of nabij zoet water.
Het geslacht Artioposthia, waarin de platworm wordt geplaatst, wordt tot de familie Geoplanidae gerekend. De wetenschappelijke naam van de soort werd, als Geoplana mariae, voor het eerst geldig gepubliceerd in 1895 door Dendy.